# Dzielec (Pasmo Łososińskie)
Dzielec 628 m n.p.m. – najbardziej wysunięty na zachód szczyt Pasma Łososińskiego w Beskidzie Wyspowym, położony nad wsiami Sowliny i Łososina Górna w powiecie limanowskim, województwie małopolskim. Zabudowania i pola uprawne podchodzą dość wysoko na jego stoki. Partie grzbietowe są zalesione, ale po północnej stronie pod samym wierzchołkiem znajduje się duża polana. W północno-wschodnim kierunku od Dzielca odchodzi krótki boczny grzbiet z wzniesieniem Wiktorów.

## Szlaki turystyki pieszej
– zielony z Łososiny Górnej przez Sałasz Zachodni do Pisarzowej.